# Veedor
Un veedor es un inspector, visitador, observador. En la Corona de Castilla 
era un funcionario que tenía un carácter fiscalizador en las ciudades y villas por los que se controlaban que las obras de los gremios o las instituciones responsables del abastecimiento de los municipios eran conformes con las leyes u ordenanzas. También ejercían de visitadores o pesquisidores de las villas o tierras ejerciendo funciones judiciales o fiscales.

## Veedor de caballerizas
Era el jefe principal después del primer caballerizo en las caballerizas de los Reyes de España. Tenía a su cargo el control de las provisiones y que esté todo dispuesto para partir, tanto en caballos como carruajes. Recibe las órdenes por escrito, gestionándolas y distribuyéndolas entre sus ayudantes para que se cumplan.

## Veedor de vianda
El veedor era un trabajador doméstico de la casa real que vigilaba la comida que se servía a sus señores.
Su misión consistía en vigilar a los despenseros menores y compradores, ver los precios de lo que se compraba para la despensa, comprobar los gastos ordinarios y tomar la cuenta al que gastaba cada día para que no hubiera fraude en ella. Se ocupaba de que lo que fuera para la mesa de la persona real fuera de buena calidad y lo hacía buscar y traer con diligencia y mucha limpieza. Iba a menudo a la despensa y requería a la cocina e iba a la plaza para conocer los precios de todo lo que se compraba para el plato real y raciones, para evitar fraudes. También iba algunas veces de caza porque en ella se servía comida a los oficiales de la casa real y a los cazadores o monteros y a caballeros y personas particulares, que comían con el camarero o con el caballerizo mayor o con el cazador mayor.
Proveía el veedor, de acuerdo con el mayordomo, que el aguador de la casa real y un par de acémilas de camino fueran cerca de la persona para que llevaran pan y vino, agua, fruta, rábanos y otros refrescos que hubiere en aquel tiempo, para socorrer a los mozos de espuelas y gente de pie de los cortesanos y a todos los que quisieran en el camino o campo por donde fuera la persona real, para que no perecieran de sed.
Esto fue mandado por la reina Isabel la Católica, desde que en el año 1494, yendo los Reyes Católicos y el Príncipe y sus cuatro hermanas, las infantas, desde Medina del Campo a Arévalo, a ver a la vieja reina Isabel, madre de la Reina Católica, se ahogaron de sed por el gran calor y polvo y falta de agua un mayordomo de la reina y dos mozos de espuelas de caballeros que iban allí. En adelante, tanto de camino como durante la caza, se acostumbró de ir al menos, tras la persona real, una acémila que llevaba lo dicho para la gente de a pie (y aun para los de caballo que lo quisieran) en especial, en tiempo de verano.

## En las posesiones americanas
Ya en el segundo viaje de Colón, entre la tripulación se encontraba un veedor real para fiscalizar las cuentas de la exploración y este control seguiría en viajes sucesivos, junto con un contador Mayor de Cuentas y un tesorero.
Más adelante, su función principal fue la de controlar el proceso de fundición de metales como el oro o la plata. El cargo de veedor, directamente nombrado por el rey, implicaba que no podía comprar explotaciones mineras ni podía acceder a los cargos de corregidor, alcalde, juez de comisión o regidor. 